# Valença (Rio de Janeiro)
Valença è un comune del Brasile nello Stato di Rio de Janeiro, parte della mesoregione del Sul Fluminense e della microregione di Barra do Piraí.
Il comune è diviso in 5 distretti: Conservatória, Barão de Juparanã, Parapeúna, Santa Isabel do Rio Preto e Pentagna.
Il distretto di Conservatória è considerato la capitale della seresta, un genere musicale brasiliano.
Sede dell'omonima diocesi, ospita la sede episcopale diocesana, la Cattedrale di Nostra Signora della Gloria.